# ان‌جی‌سی ۱۶۷
ان‌جی‌سی ۱۶۷ (انگلیسی: NGC 167) نام یک کهکشان مارپیچی در صورت فلکی نهنگ است.